# Museu Etnològic del Montseny
El Museu Etnològic del Montseny (MEMGA), ubicat al centre d'Arbúcies, ha estat concebut, des dels seus inicis l'any 1985, com un centre de conservació, difusió i investigació del patrimoni cultural del massís del Montseny. La relació entre les persones i el medi, i els mecanismes que intervenen en aquesta relació, són el marc principal de les seves línies de treball, així com la implicació en la dinamització cultural, social i econòmica del seu territori.
Disposa d'una superfície de 1.800 metres quadrats, amb quinze sales d’exposició permanent on el visitant pot observar els testimonis materials de les diferents comunitats humanes que al llarg de la història han poblat el massís. Dins de les seves col·leccions cal destacar les mostres d’oficis artesanals i de la primera industrialització i un fons de materials arqueològics dels segles XIV-XVI, testimoni en la seva major part de la vida quotidiana de les persones que durant aquest període van habitar el castell de Montsoriu.

## Història

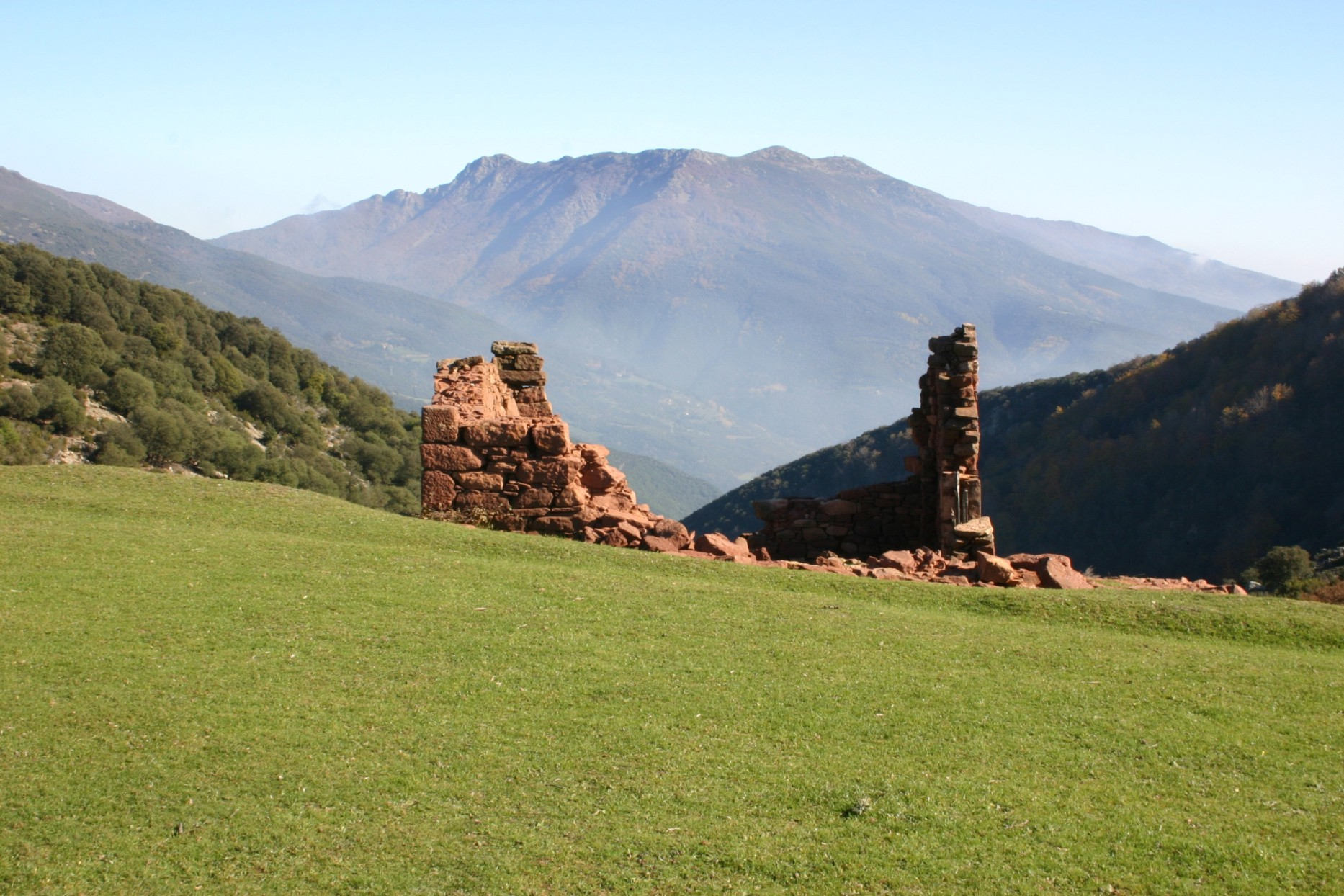
El Pla de la Calma

El museu està ubicat en un edifici anomenat La Gabella. El nom prové d'un antic impost, la gabella que es cobrava sobre certs articles de primera necessitat i, per extensió, s'utilitzava per designar els magatzems on es guardaven aquests productes.
La visita de les seves instal·lacions permet observar els mecanismes de l'evolució cultural, en permanent procés de formació, en l'àrea del Montseny, a més de contribuir a una visió diversa de la realitat cultural.

## Recorregut pel museu

### Primers pobladors

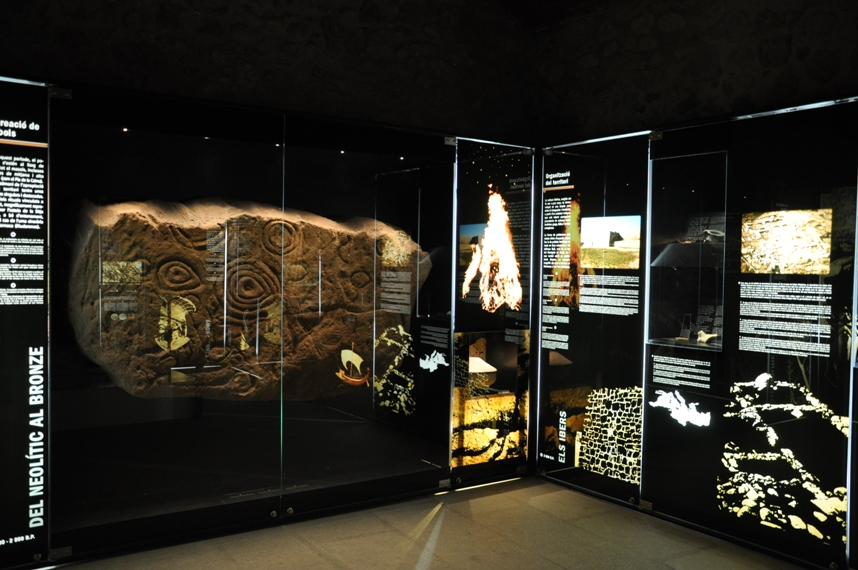
Els poblament antic

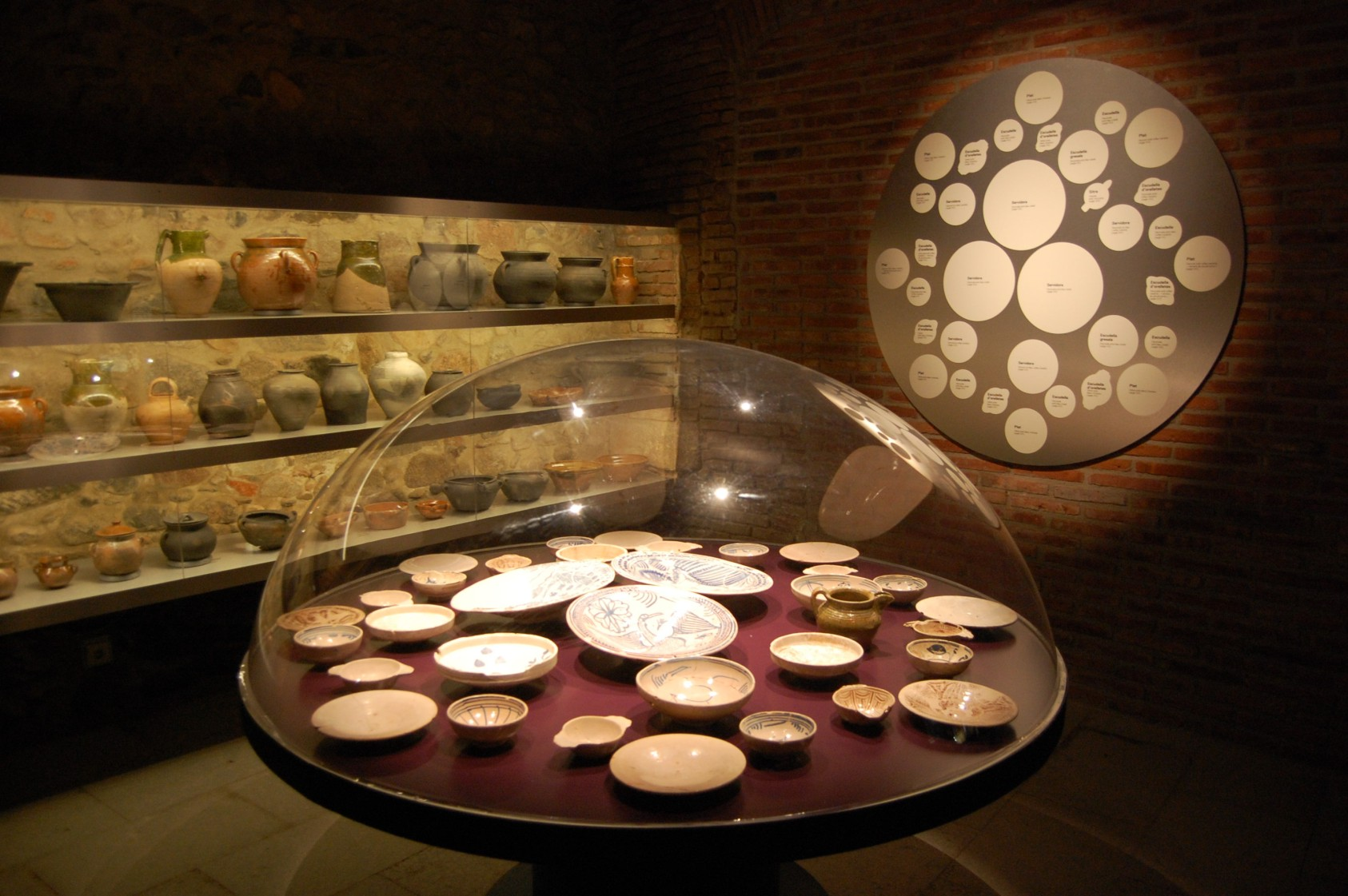
La societat medieval

A la planta baixa, El museu mostra l'evolució de les formes de vida al Montseny al llarg de la història. A través dels objectes que les diferents comunitats ens han deixat, permet al visitant fer un viatge en el temps per conèixer la vida en la prehistòria, el món iber i romà i mostra com s'ha produït la transformació del paisatge montsenyenc: interpretat en gran manera com el resultat d'un llarg procés d'interacció entre les persones i el medi. Entre els objectes que s'exposen cal destacar l'ascla levallois (aprox. 80.000 aC) trobada a la riera de Breda (la resta material fruit de l'activitat humana més antiga recuperada al Montseny); la reproducció de l'estela megalítica de la Sitja del Llop; les restes del mas iber de Can Pons o bé la reproducció d'un dels Vasos Apol·linars.
Una espectacular escenografia museogràfica anomenada el mural del bosc se situa entre aquestes primeres sales i les que són dedicades a l'Edat Mitjana. El mural del bosc combina imatges i sons enregistrats a l'entorn de la Vall d'Arbúcies.

### Edat mitjanaː el castell de Montsoriu
A l'edat mitjana el Montseny viu un procés de transformacions econòmiques i socials que acaben definint un nou model d'organització: el feudalisme, que en el que en el cas del Montseny, tindrà en el Castell de Montsoriu, del segle xiv, i els vescomtes de Cabrera un dels exemples paradigmàtics. La sala dedicada a Montsoriu, permet conèixer el millor castell gòtic de Catalunya, a partir d'una selecció dels objectes recuperats durant les intervencions arqueològiques i de la recreació del castell en una gran maqueta de la fortalesa. L'audiovisual El castell de Montsoriu permet conèixer la història d'aquest monument.
Dins de les col·leccions d'objectes d'època medieval que el MEMGA conserva, cal destacar especialment un important fons d'objectes corresponents als segles XV i XVI: olles, sitres, gerres, pitxers, greixeres, greixoneres, plats, escudelles, procedents tant de tallers catalans, com també valencians i italians, com és el cas de diferents plats de decoració policroma importats de la població toscana de Montelupo, així com copes de vidre, monedes i fins i tot dos flabiols d'os.

### La societat tradicional

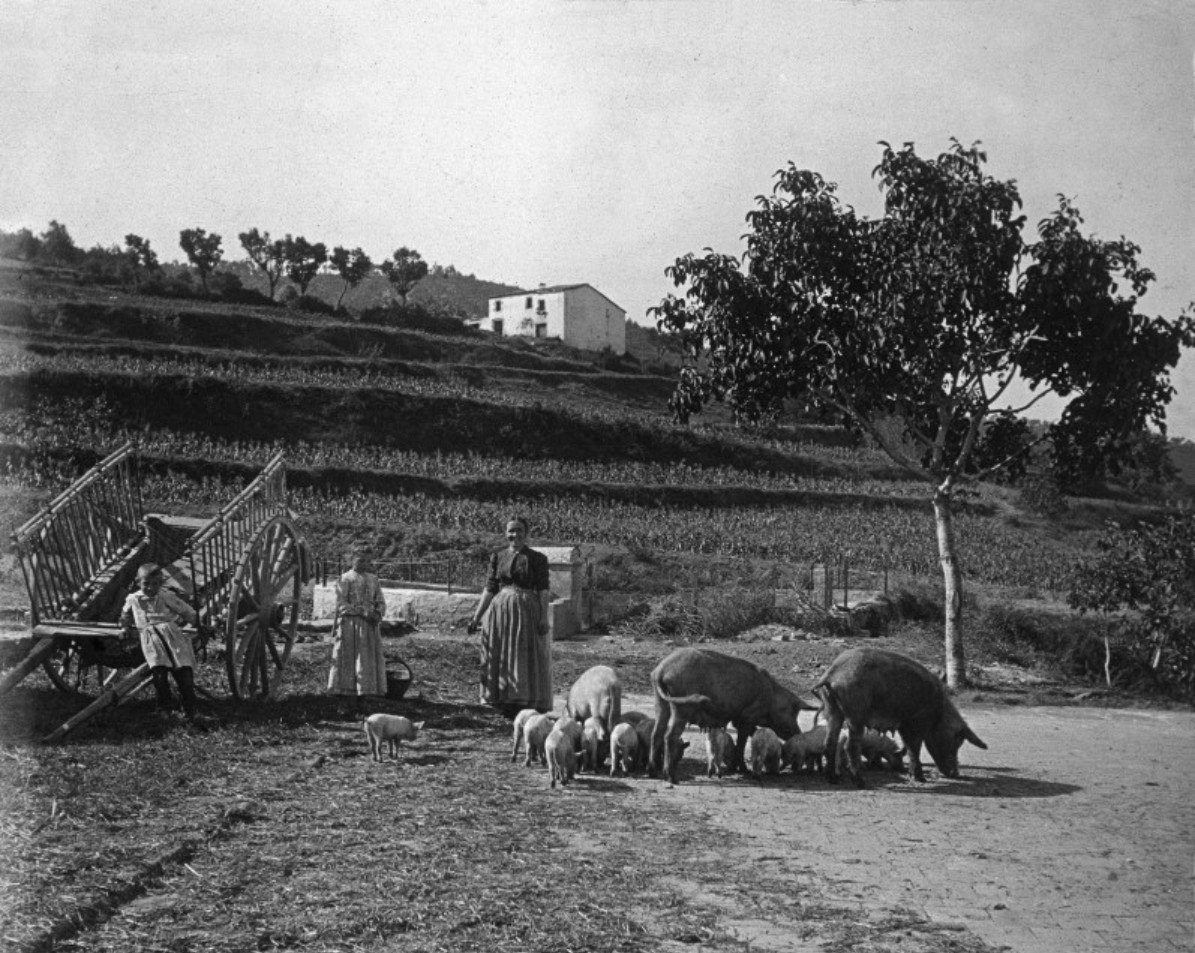
La societat tradicional

La primera planta del museu està dedicada a mostrar i explicar el funcionament del que s'anomena societat tradicional d'autoabastament. Aquest model de societat, amb arrels en l'època medieval, s'estructurava al voltant del mas, a partir del qual s'explotava el territori i s'organitzava la societat. Aquesta era una societat basada en l'autonomia econòmica on l'agricultura, la ramaderia i l'explotació forestal en foren els fonaments.
Durant el segle xix aquests eren encara els eixos econòmics del Montseny, però a mitjan segle xx s'inicià un procés d'abandonament dels masos que culmina els anys 1980 i suposà la desaparició de la majoria de les activitats que havien definit econòmicament el món tradicional.

### La industrialització

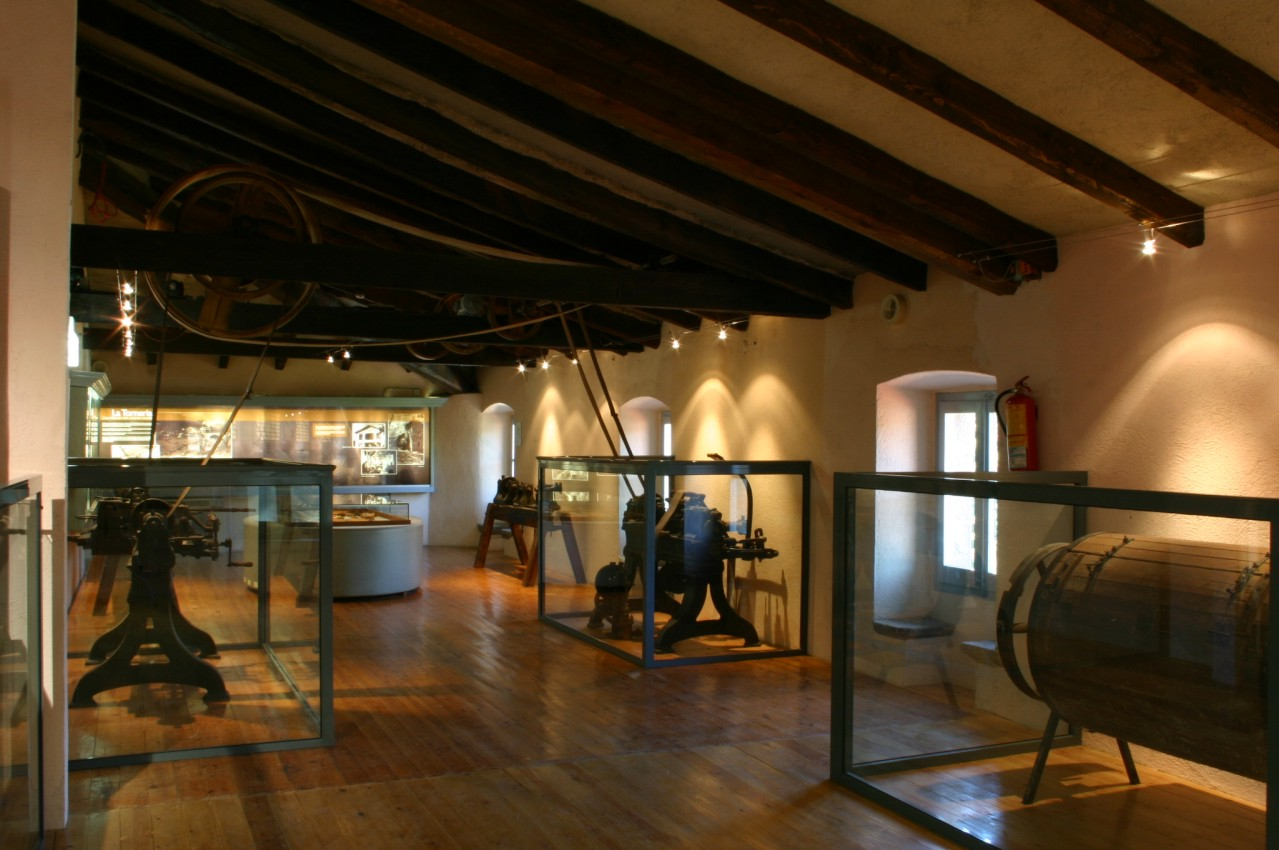
La indústria de la torneria

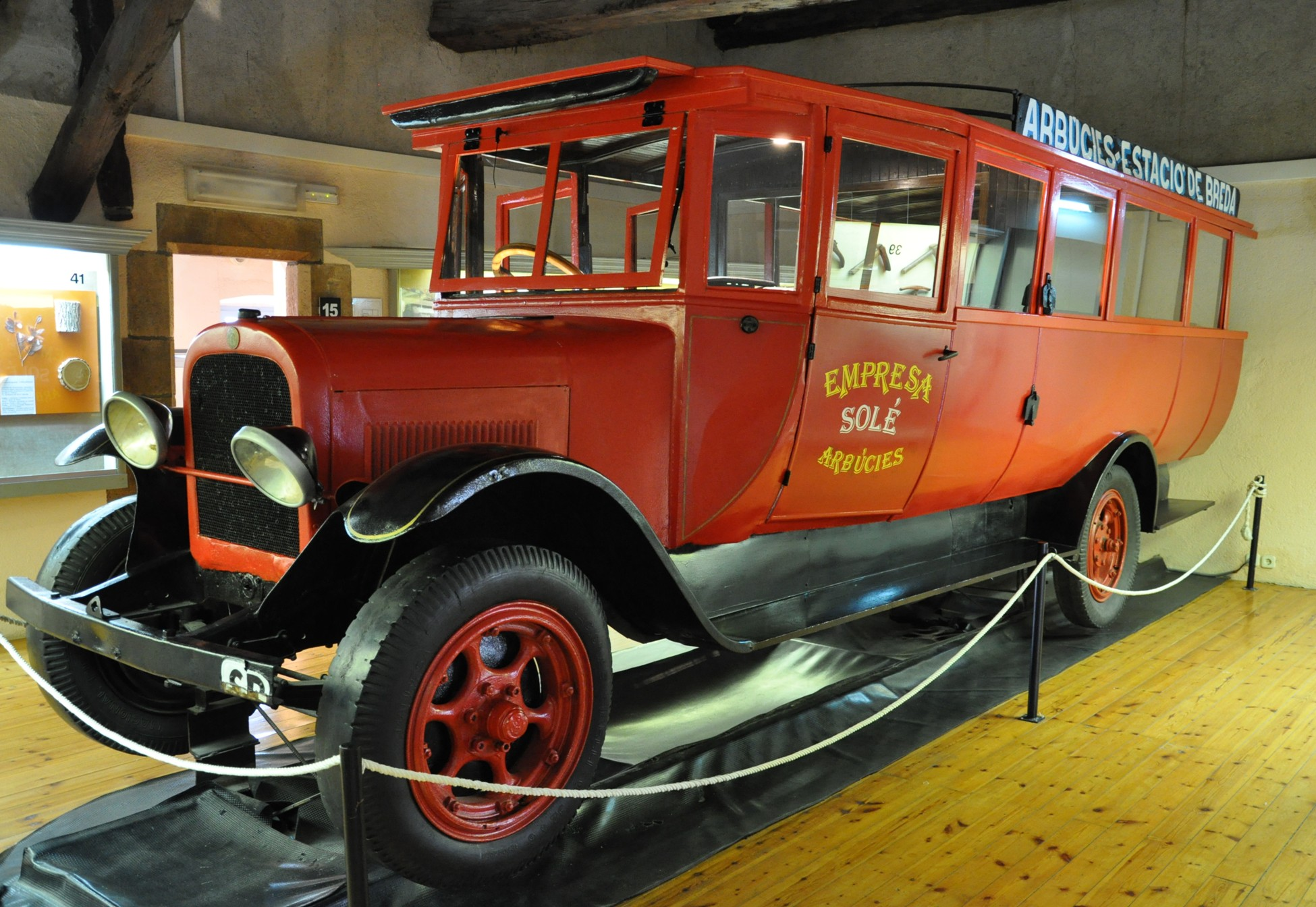
La indústria carrossera

A finals del segle xix i principis de segle XX el Montseny experimenta el darrer gran canvi en les formes de vida motivat pel procés d'industrialització del país. Aquest procés va suposar grans transformacions en tots els àmbits de la societat montsenyenca en l'àmbit econòmic i social però també en aspectes culturals com el lleure. La darrera planta del Museu està dedicada a explicar aquests canvis, a conèixer les primeres indústries i veure la seva vinculació amb el medi, exemplificat en el cas arbucienc. En aquest model d'industrialització, que té un marcat caràcter autòcton i unes arrels artesanals, hi destaquen sobretot la torneria de fusta, el sector tèxtil i molt especialment l'ofici de carreter (constructor de carros) que d'alguna manera va precedir l'important arrelament a Arbúcies de la indústria de la carrosseria d'autocars. Aquestes primeres activitats industrials tenien una forta vinculació amb el medi, ja sigui per la utilització de la fusta com a matèria primera o pel paper fonamental que hi jugà l'aigua com a font d'energia.

## Peces destacades
- Maqueta del Castell de Montsoriu. Maqueta elaborada en fibra de vidre que mostra com era el castell Montsoriu al segle xiv, en el moment de la seva màxima esplendor, en plena època gòtica. La maqueta és l'element central de la sala del món medieval i al seu voltant es presenten els objectes de la vida quotidiana del castell. La presència i significació de Montsoriu al museu vol mostrar també la implicació d’aquesta institució en la recuperació, investigació i divulgació del patrimoni cultural del seu territori.[10]
- Copa de vidre bufat blanc translúcid, amb peu circular lleugerament cònic, anella feta a motlle i nanses motllurades, corresponent a la primera meitat del segle xvi. Forma part d'un conjunt de trenta objectes de vidre dins d'un fons de més de quatre-centes peces arqueològiques procedents de castell de Montsoriu a l'edat moderna, format per vaixella de taula, objectes de cuina i rebost, vidre, metall i restes de fauna; un conjunt excepcional per la quantitat, varietat i bona conservació del fons.[11]
- Plat de Montelupo: Plat de pisa italiana del primer quart del segle xvi, esmaltat en estany i decorat en policromia: flor central i orla de doble cinta entrellaçada formant estrella de nou punts. Aquesta peça forma part de l'extraordinari conjunt de més de quatre-cents objectes descoberts el 2007 durant les excavacions arqueològiques al castell de Montsoriu. Aquest plat procedia d'un dels prestigiosos tallers de Montelupo, a la Toscana.[12]
- Flabiol dels germans Clapés- Instrument musical fet a torn en fusta de ginjoler amb virolles de llautó i cinc forats al davant i tres al darrere, construït per Andreu Serra i Callicó (1882-1956), conegut com en Való d’Arbúcies, i que pertanyia als germans Clapés, flabiolaires. Arbúcies va ser centre productor de flabiols artesans i assortia a la zona coneguda com a rodal d’Arbúcies, on tocaven flabiolaires d’abstracció pagesa a les festes majors, caramelles, goigs .. fins gairebé els anys 1960. Des de 1985 la Festa del Flabiol ha permès recuperar aquesta rica tradició.[13]
- Bast- Sella de càrrega d’inicis de segle XX construïda en fusta, cuir, teixit, llana i metall, utilitzada per als matxos (híbrid d’euga i ase). La peça està formada per una estructura de fusta amb dos arganells laterals, recolzada sobre un coixí de llana i palla revestit de teixit i cuir. El bast es vincula al Montseny amb l’ofici de baster, que el construïa, i el traginer, ofici vinculat a les tasques forestals de desemboscar els productes dels carboners, roders, peladors de suro i bosquerols.[14]
- Rodell.
- Tartana- Carruatge de dues rodes, amb vela i seients laterals, de tracció animal i destinada al transport de persones. La tartana o carreta de viatge va ser construïda el 1917 i és l'element central de la sala on s’exposa l’ofici del carreter, gènesi dels primers carrossers de cotxes de tracció mecànica, que va permetre a Arbúcies esdevenir la principal vila carrossera del país.[15]
- Òmnibus - Vehicle de transport d’onze places carrossat l’any 1923 a Arbúcies, sobre un motor i xassís Chevrolet. Va estar en funcionament durant quaranta anys, fins que les carrosseries metàl·liques amb tub de ferro van substituir les de fusta i semimetàl·liques per l'estalvi de pes que suposaven. La indústria carrossera d’Arbúcies ha esdevingut un dels motors econòmics de la vila. Amb el característic color vermell de la companyia Solé, és una icona del museu i una de les peces més recordades pels visitants.[16]
- Torn mecànic- Torn mecànic que imprimia un moviment de rotació a una peça de fusta, a la qual s’arrodonia recolzant-hi una eina tallant. Aquest torn procedeix de la torneria Can Casadesús d’Arbúcies, fundada el 1898 i que produïa bitlles i llançadores per la indústria tèxtil. El torn va ser muntat amb els embarrats (corretges i politges) originals, de manera que es pot accionar i posar en funcionament.[17]

## Documentació i recerca
El museu disposa d'una àrea de documentació i recerca, on hi ha informació i documentació disponible en diversos suports i formats. Les temàtiques principals són el Parc Natural del Montseny, Arbúcies, la museologia, el patrimoni cultural i la gestió ambiental.
L'àrea de Documentació del Museu Etnològic del Montseny, està formada pel Centre de Documentació del Parc Natural del Montseny –secció humanitats-, creat el 1989, així com per l'Arxiu Històric Municipal d’Arbúcies (AHMA), que incorpora en els seus fons l'Arxiu Fotogràfic Històric i l'Arxiu Fotogràfic d’Activitats Municipals, i la Mediateca del MEMGA (biblioteca especialitzada, fonoteca, DVD, Video...)
El Centre de Documentació es va crear el 1989 en conveni amb la Diputació de Barcelona i la Diputació de Girona, i disposa de més de cinc mil documents entre llibres, articles, revistes, fotografies, documents sonors i mapes referits als aspectes del patrimoni historico-cultural i natural del massís del Montseny. Forma part de la xarxa de Centres de Documentació d'Espais Naturals Protegits de Catalunya i de la Red de Centros de Información y Documentación Ambiental (RECIDA) de l'Estat Espanyol.
Els Castells del Montseny

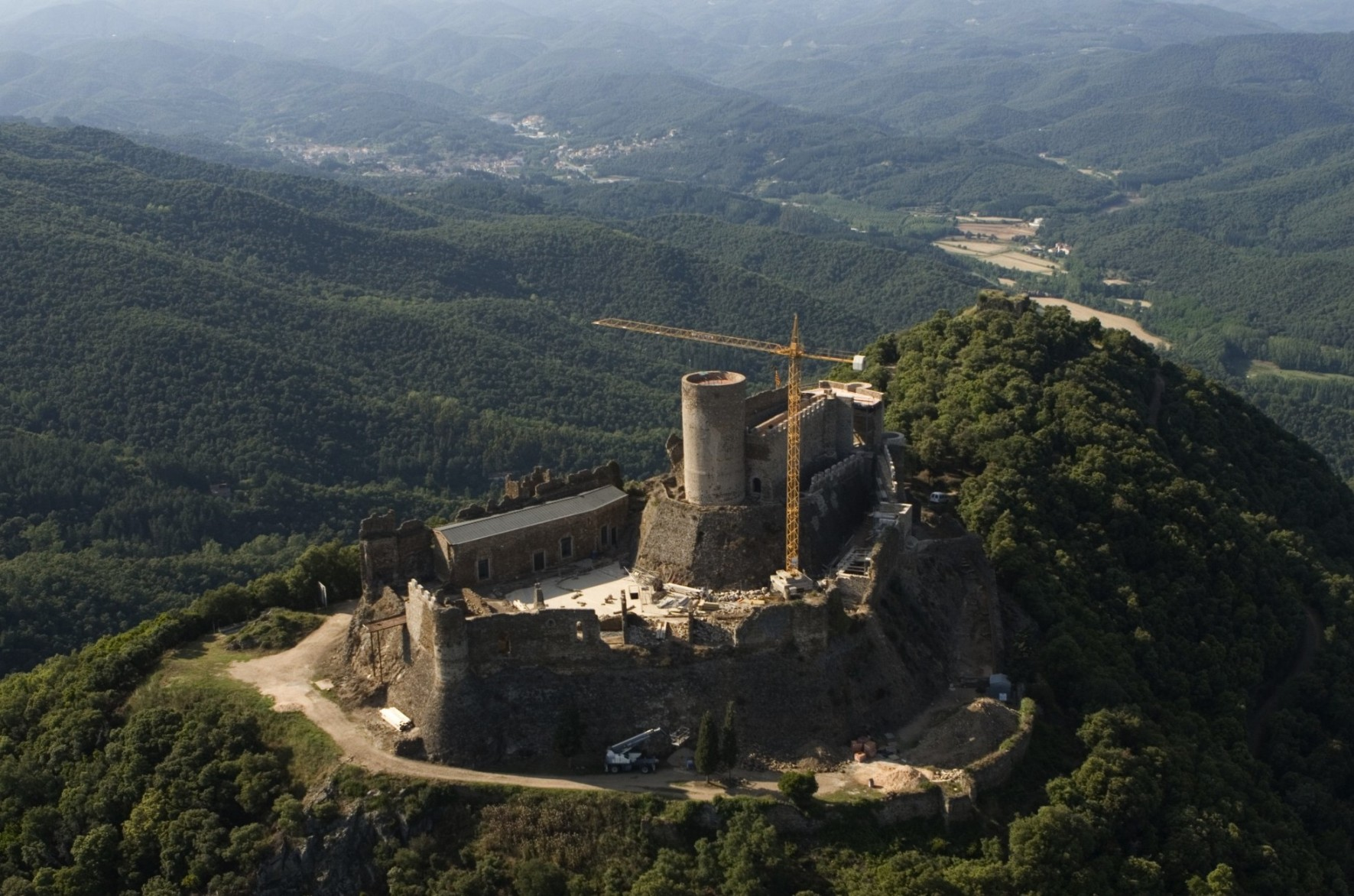
Castell de Montsoriu

Projecte inscrit dins la línia d'actuació del MEMGA en el camp de l'Arqueologia Medieval, i específicament en l'estudi del castell de Montsoriu. Castells del Montseny es planteja des d'una decidida vocació interdisciplinària. No només per la interconnexió arqueologia- patrimoni arquitectònic en què es fonamenta, sinó també per les possibilitats reals que comporta per a les diverses ciències auxiliars de la recerca arqueològica i històrica en general.
El projecte consisteix en l'estudi d'un model d'ocupació del territori i de poblament en època de l'alta edat mitjana centrat en el castell de Montsoriu (Arbúcies - Sant Feliu de Buixalleu, la Selva), però també ha actuat en el turó de Torre de la Mora (Sant Feliu de Buixalleu), interessant jaciment ibèric i torre de l'alta edat mitjana del segle ix. Treballs futurs permetran conèixer jaciments d’alt interès arqueològic i històric com la Torre d'en Pega o domus de Busquets (Riells i Viabrea, La Selva) i la torre de Montfort (Riells i Viabrea – Arbúcies, la Selva), entre d'altres.
Dins d’aquest projecte, els treballs d’investigació arqueològica i històrica del castell de Montsoriu (1993-2010) han aportat importants resultats de caràcter científic.
El Mas al Montseny

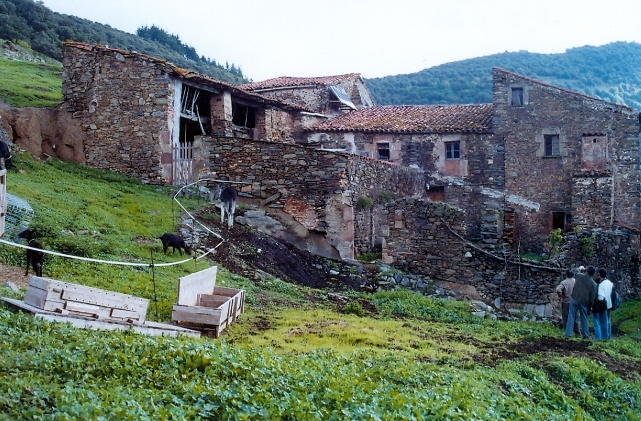
El mas al Montseny

Amb aquesta recerca es pretén és dur a terme un treball de síntesi sobre el mas al massís del Montseny, analitzant-lo des de diferents òptiques. El llibre El mas al Montseny: la memòria oral és el primer resultat d'un ampli treball de recerca que s’està duent a terme des de l’any 2001 al massís del Montseny, coordinat pel Museu Etnològic del Montseny (Arbúcies), i el Grup d'Estudis sobre Família i Parentiu de la Universitat de Barcelona, amb la col·laboració del Taller de Patrimoni Arquitectònic de la Universitat Politècnica de Catalunya.
L'estudi del mas al Montseny fou elegit per la seva transcendència, per comprendre la dinàmica d’aquesta societat i els processos de transformació. Com en moltes societats agrícoles i ramaderes, el grup domèstic (el mas en aquest cas) ha estat una institució bàsica de la societat i un element central de la vida al llarg dels segles.
Joc tradicional al rodal d’Arbúcies
El nucli central d’aquest projecte és un ampli treball de recerca sobre el joc tradicional (1900–1940), coordinat pel Museu Etnològic del Montseny amb la col·laboració de l’Associació de Jubilats i Pensionistes d’Arbúcies i finançat per la Fundació “la Caixa” amb motiu de l’Any Intergeneracional (1993), en el que hi van participar més d'un centenar de persones de totes les edats. El material recopilat en aquesta recerca ha servit per fer estudis sobre el joc i el lleure i també de molts altres aspectes de la vida dels entrevistats: escolarització, relacions familiars, festes, entorn, feina, economia,...
Els resultats han estat publicats pel Museu Etnològic del Montseny en un format de DVD interactiu en què es fa un recull de gairebé 340 jocs i joguines de caràcter tradicional recollits al llarg de tota la investigació a més de les dades de tots els tertulians.
Altres recerques
- Recuperació del patrimoni industrial de la riera d'Arbúcies.
El projecte de recuperació del patrimoni industrial de la riera d’Arbúcies és un projecte nascut de l’IPEC - Montseny i vinculat a l'estudi dels usos tradicionals de l’aigua.
- Projecte de recuperació dels paisatges i conreus tradicionals.

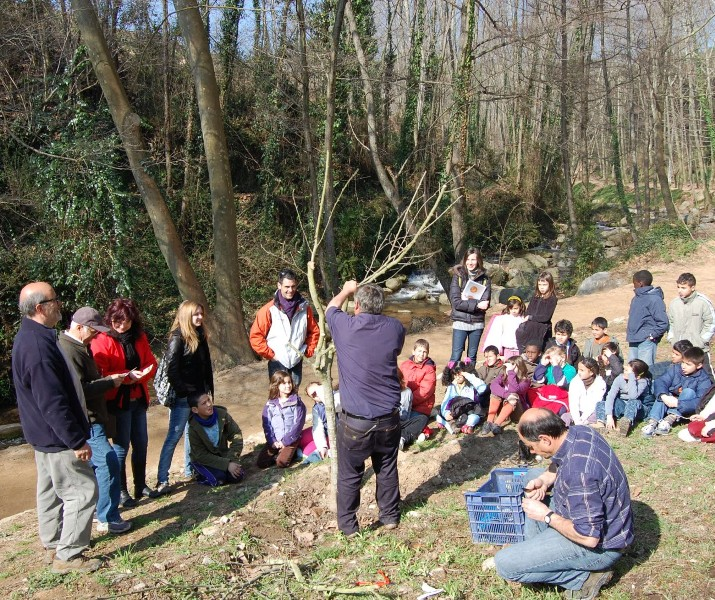
El pomari de la Reserva de la Biosfera del Montseny

En aquest cas, es tracta d'un estudi etnobotànic iniciat els anys 1980, a partir de la tasca de recerca de Martí Boada i Carme Rosell, de les varietats de pomeres del territori del Montseny, especialment del sector nord-est, que compren la identificació de les pomeres, el sistemes de plantatge i empelts, i la conservació de les diverses espècies autòctones de la vall de la riera d’Arbúcies en el pomarium de la regió del Montseny, situat en una feixa de dalla prop de la riera, i que es troba vinculat a un itinerari pedagògic ofert pel MEMGA. Actualment, en la prospecció del territori, feta per en Rafel Vilà, s'han identificat i fotografiat més de 30 varietats de pomeres antigues, de les quals se n’ha recuperat més d'una vintena.